# Lista mozazaurów
Alfabetyczna lista rodzajów mozazaurów.

## A

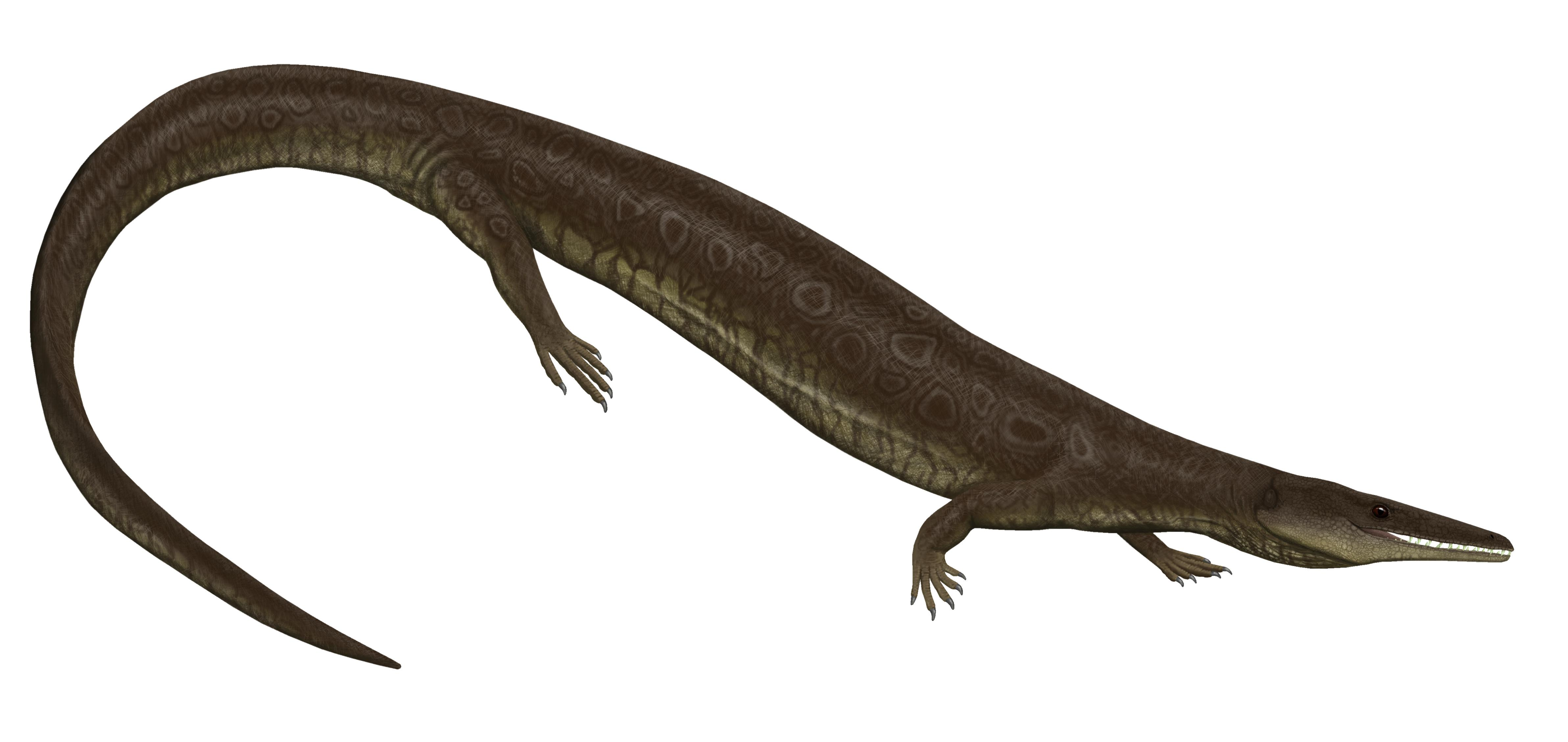
Aigaliosaurus dalmaticus

- Adriozaur — młodszy synonim akteozaura
- Aigialozaur — mozazauroid sklasyfikowany poza rodziną mozazaurów
- Akteozaur — mozazauroid sklasyfikowany poza rodziną mozazaurów
- Amphekepubis
- Amphorosteus — nomen dubium
- Ancylocentrum — młodszy synonim prognatodona
- Angolazaur

## B
- Baptozaur — młodszy synonim halizaura
- Baseodon — nomen dubium
- Batrachiozaur — młodszy synonim mozazaura
- Bentiabasaurus
- Brachyzaurana — młodszy synonim prognatodona
- Brachysaurus — prawdopodobnie młodszy synonim jaszczurki z podrzędu Iguania

## D
- Dallazaur
- Dolichozaur — mozazauroid sklasyfikowany poza rodziną mozazaurów
- Dollozaur — prawdopodobnie młodszy synonim prognatodona
- Drepanodon — nomen dubium

## E
- Edestozaur — młodszy synonim klidastesa
- Eidolozaur — mozazauroid sklasyfikowany poza rodziną mozazaurów
- Ektenozaur
- Elliptonodon — nomen dubium
- Eonatator — być może młodszy synonim halizaura
- Eremiasaurus

## F
- Fosforozaur — prawdopodobnie młodszy synonim halizaura

## G
- Gavialimimus
- Globidens
- Gnathomortis
- Goroniozaur

## H
- Hajnozaur
- Halizaur

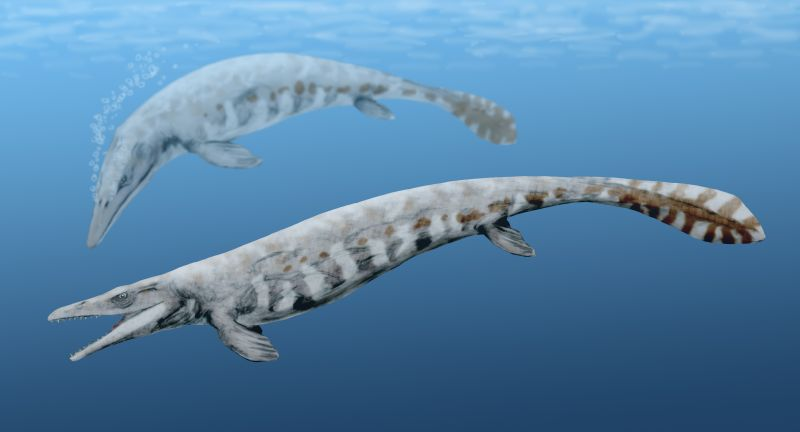
Halisaurus

- Holkodus — nomen dubium, prawdopodobnie młodszy synonim platekarpa
- Holozaur — prawdopodobnie ryba
- Hydrosaurus — obecnie jaszczurka z rodziny Agamidae

## I
- Igdamanozaur

## J
- Jaguarazaur
- Jormungandr

## K
- Kaikaifilu
- Karinodens

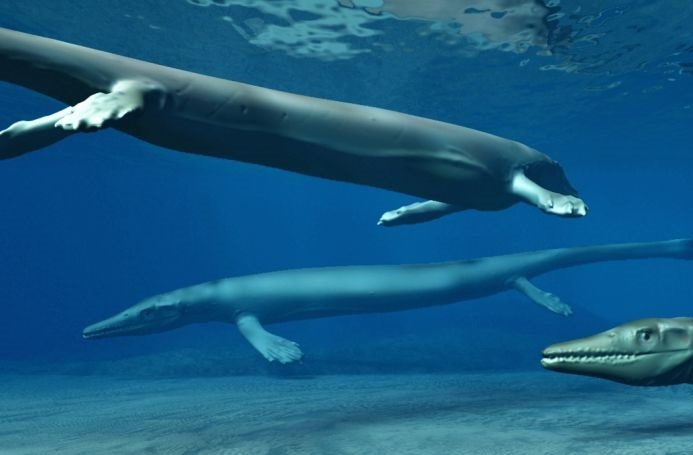
Clidastes

- Karsozaur — mozazauroid sklasyfikowany poza rodziną mozazaurów
- Khinjaria
- Klidastes
- Kolposaurus — prawdopodobnie młodszy synonim notozaura; również pierwsza nazwa plotozaura
- Komensaurus — mozazauroid sklasyfikowany poza rodziną mozazaurów
- Kompressidens — prawdopodobnie łódkonóg
- Kourisodon

## L
- Lakumazaur — młodszy synonim taniwazaura
- Latoplatecarpus
- Leiodon — prawdopodobnie rekin
- Lesticodus — nomen dubium
- Lestozaur — młodszy synonim platekarpa
- Liodon

## M
- Makrozaur — młodszy synonim halizaura
- Megapterygius
- Mesoleptos — prawdopodobnie mozazauroid klasyfikowany poza rodziną mozazaurów
- Moanazaur
- Mozazaur

## N
- Nectoportheus — nomen dubium

## O
- Opetiozaur — młodszy synonim aigialozaura
- Oterognat — młodszy synonim plioplatekarpa

## P
- Platekarp
- Plesioplatecarpus
- Plezjotylozaur
- Plioplatekarp
- Plotozaur

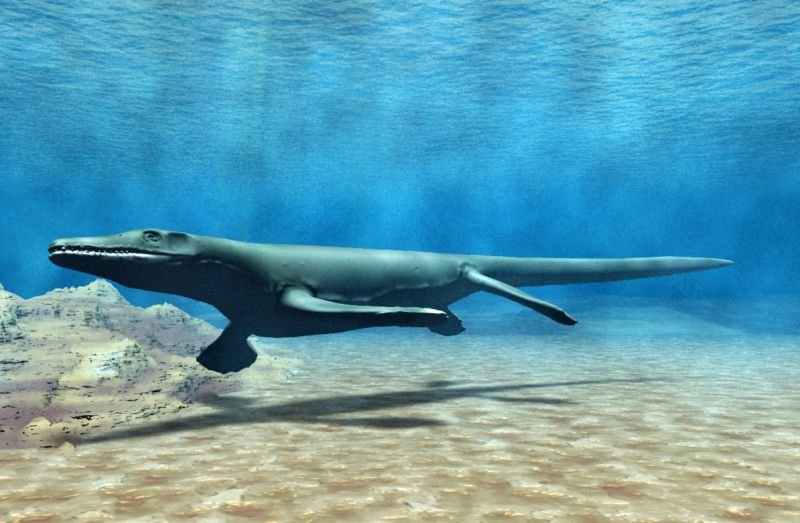
Platecarpus

- Pluridens — młodszy synonim halizaura
- Pontozaur — mozazauroid klasyfikowany poza rodziną mozazaurów
- Proaigialozaur — mozazauroid klasyfikowany poza rodziną mozazaurów
- Prognatodon
- Prognathosaurus — młodszy synonim prognatodona
- Pterycollosaurus — młodszy synonim mozazaura

## R
- Ramfozaur — prawdopodobnie jaszczurka spoza Mosasauridae
- Rynozaur
- Rikizaur — młodszy synonim moanazaura
- Rikkizaur — lapsus calami rikizaura
- Romeosaurus
- Russellosaurus

## S
- Sarabosaurus
- Saurochampsa — młodszy synonim mozazaura
- Selmazaur
- Sironectes — młodszy synonim platekarpa
- Stelladens

## T

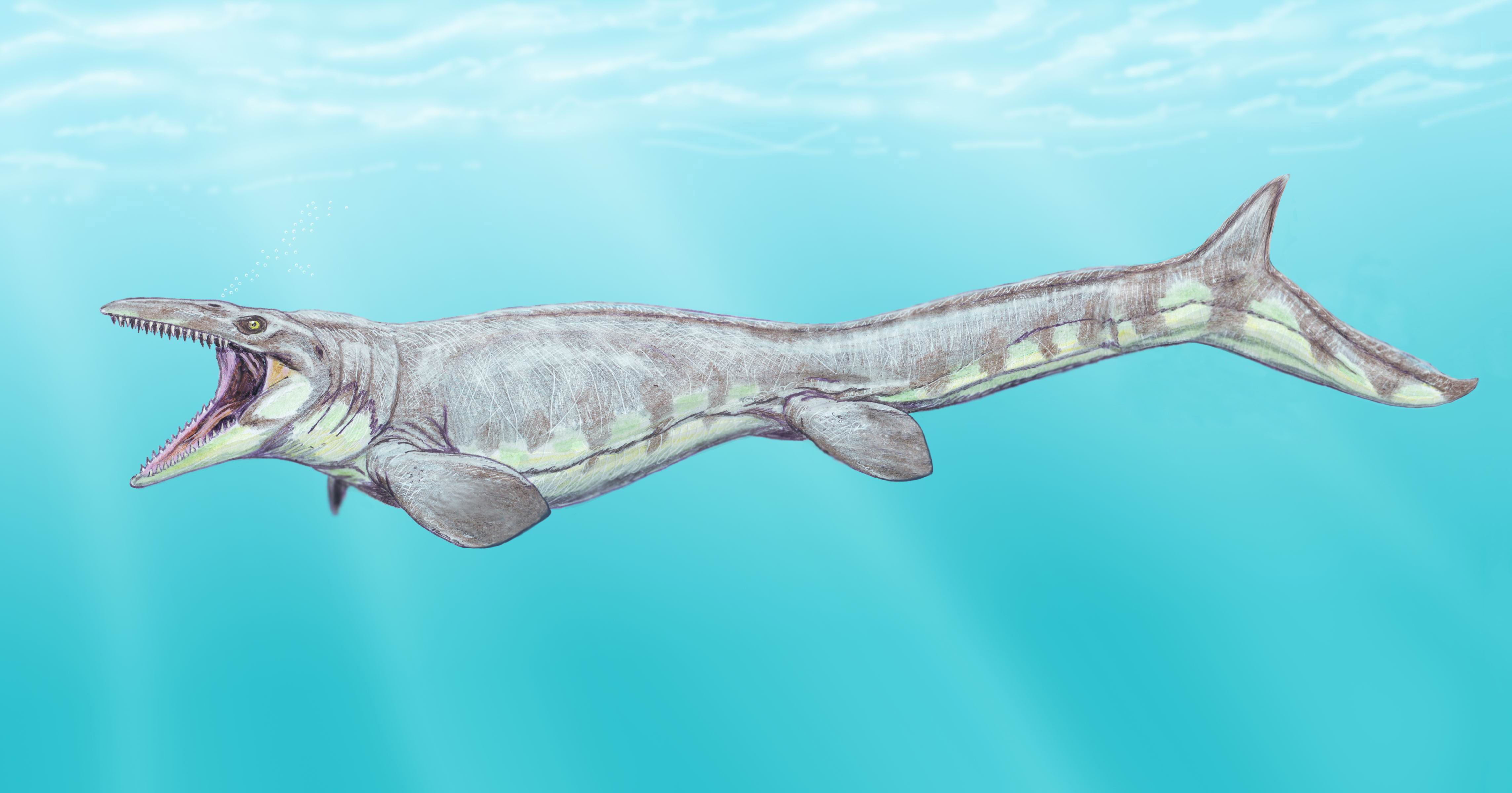
Tylosaurus

- Taniwazaur
- Tetizaur
- Thalassotitan
- Tylozaur

## W

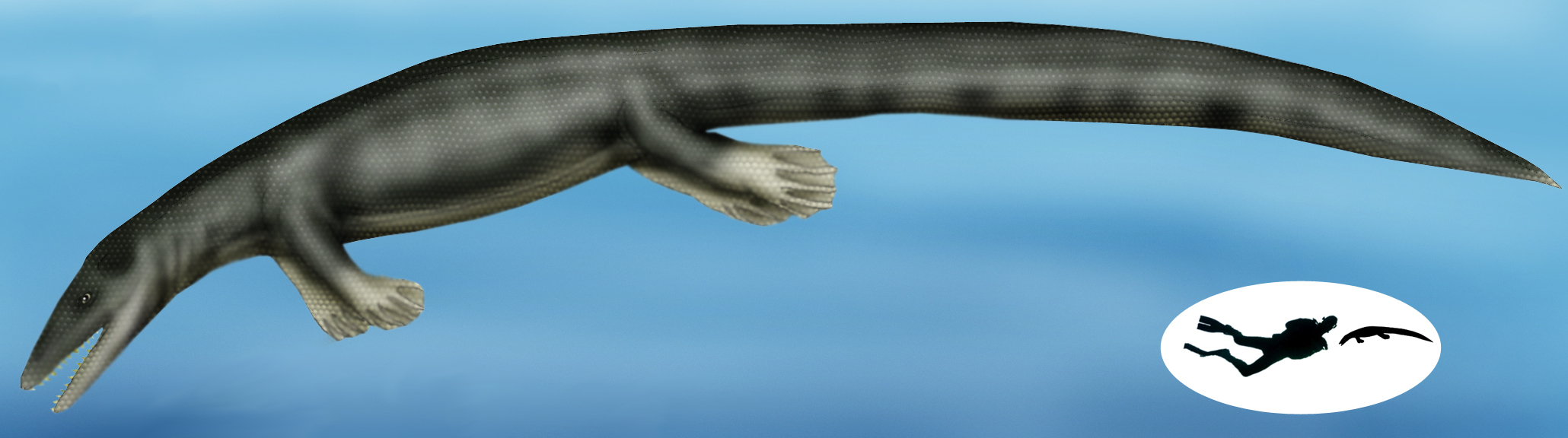
Vallecillosaurus

- Wallecillozaur — mozazauroid sklasyfikowany poza rodziną mozazaurów

## X
- Xenodens – może być nomen dubium[1]